# Basilique San Bartolomeo all'Isola
La basilique San Bartolomeo all'Isola (en français basilique Saint-Barthélemy-en-l'Île) est un édifice religieux catholique sis sur l’île tibérine, à Rome. Construite à la fin du Xe siècle par Otton III la basilique est, depuis l'an 2000 le sanctuaire des martyrs contemporains du christianisme.

## Historique
L'Empereur Othon fait construire cette église à la fin du Xe siècle, initialement consacrée à Adalbert de Prague, ami d'Othon. Elle est rénovée par le pape Pascal II en 1113, puis de nouveau en 1180, après sa nouvelle dédicace, liée à la translation des reliques de l'apôtre Barthélemy. Les reliques sont translatées de Bénévent, où elles étaient arrivées d'Arménie en 809.
L'église est fortement endommagée par une inondation en 1557 et est reconstruite, en 1624, avec une façade baroque due à Orazio Torriani (en). D'autres restaurations sont entreprises en 1852.
Depuis l’an 2000, par décision du pape Jean-Paul II, la basilique est devenue le sanctuaire des martyrs contemporains du christianisme.  Dans les chapelles latérales des reliques et objets sont conservés ayant appartenu à des chrétiens morts pour la foi durant les XXe et XXIe siècles.  Cela ne préjuge en rien de leur béatification ou canonisation éventuelle. Ce mémorial est pris en charge par la Communauté de Sant'Egidio, qui a peint l'icône sur le maître-autel.

## Description
Contenant les reliques de l’apôtre saint Barthélemy. l'église fut construite sur le site de l'ancien temple d'Esculape ou Asclépios, qui a chassé l'ancienne mauvaise réputation qu'elle avait pour les Romains en y établissant un hôpital. Celui-ci existe toujours aujourd'hui (de l'autre côté de la place) sous le nom d'hôpital des Frères de Saint-Jean-de-Dieu.

### Intérieur
Les reliques de l'apôtre Barthélemy se trouvent sous le Maître autel, dans une ancienne baignoire romaine en porphyre avec des têtes de lions.
L'intérieur de l'église conserve quatorze anciennes colonnes romaines et deux supports de lion datant de la première reconstruction de la basilique. 
Le puits de marbre, au centre du grand escalier, porte les figures du Sauveur, d'Adalbert, de Barthélemy et Otton III.

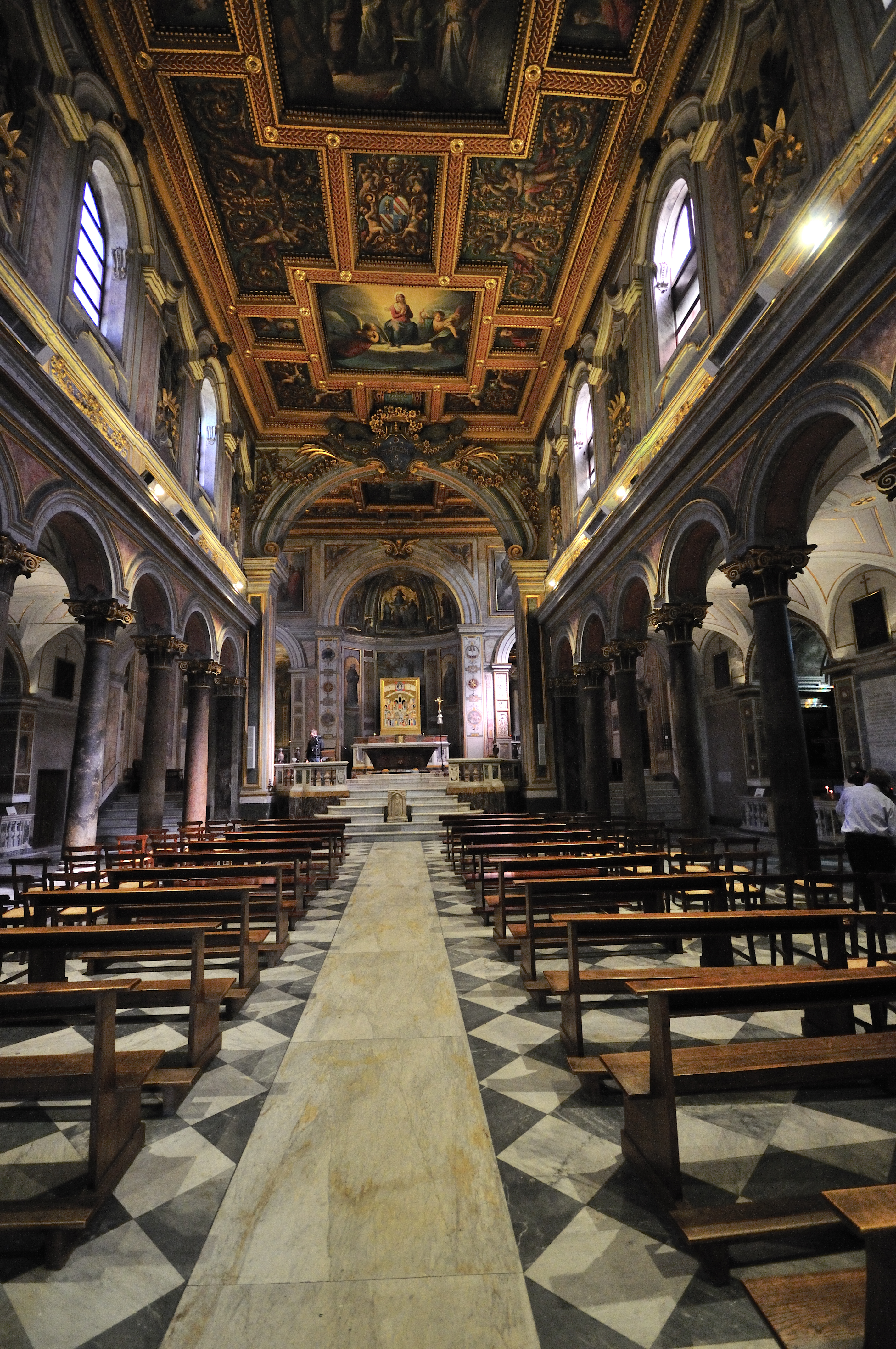
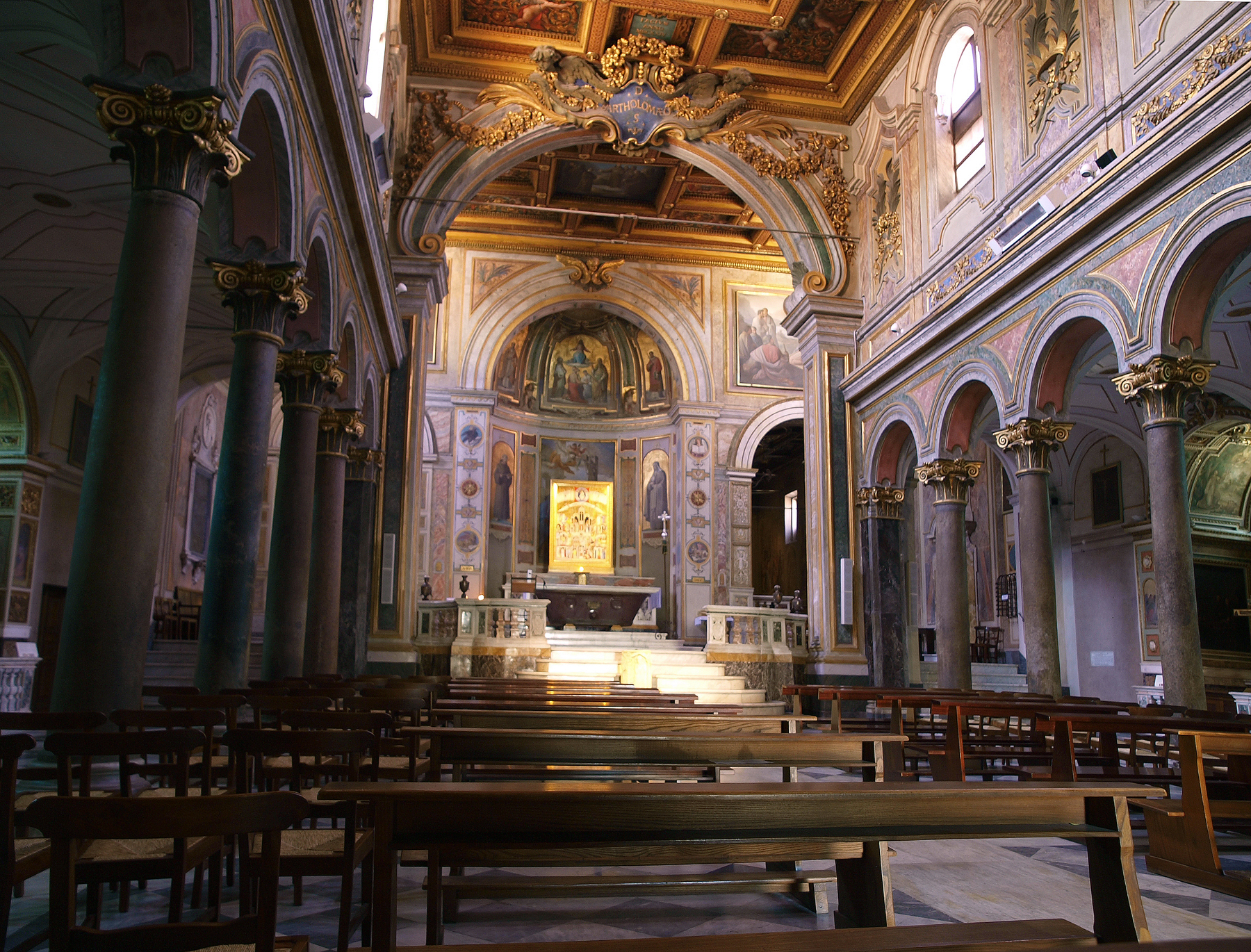
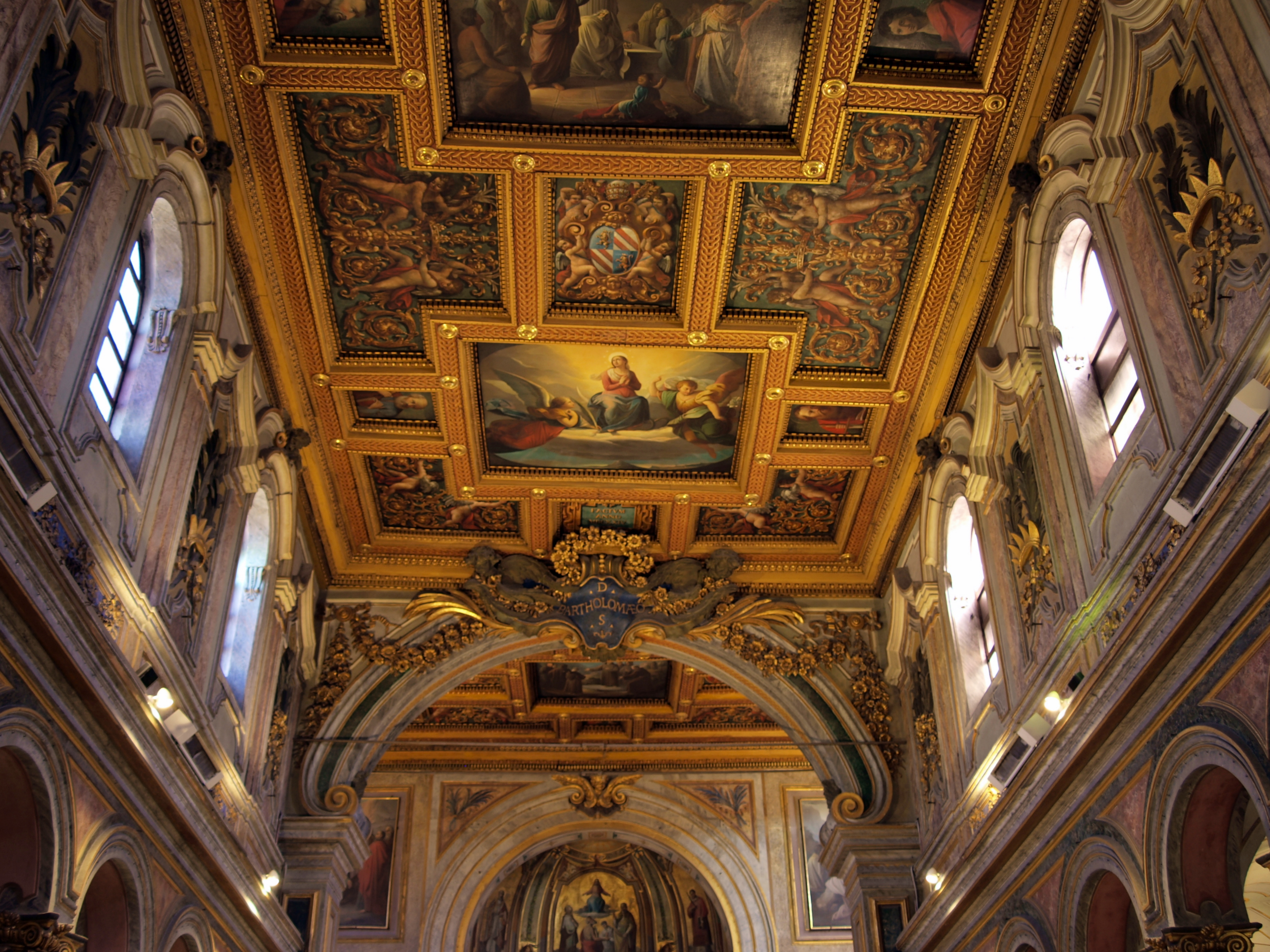
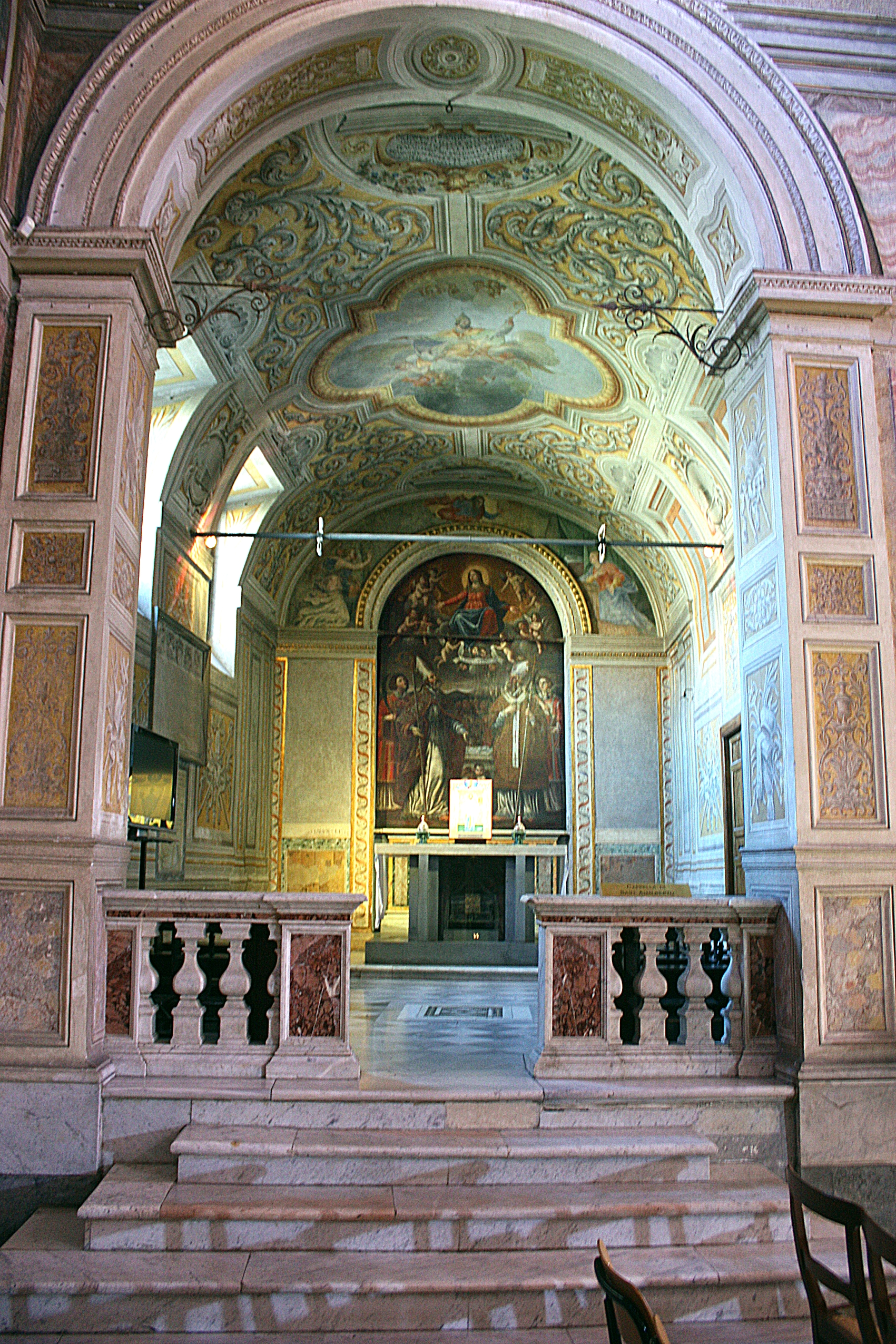
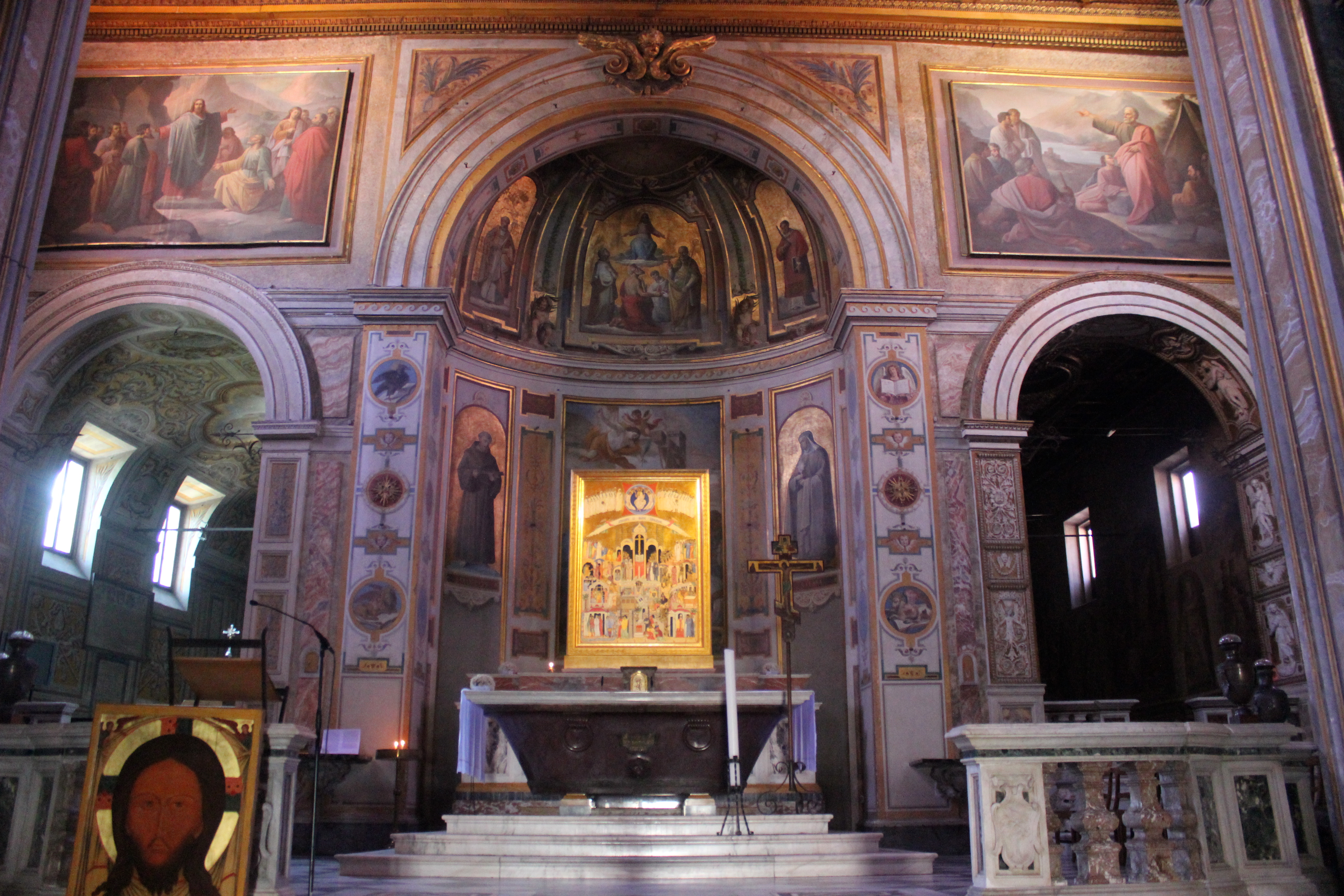

### Extérieur
Au centre de la place devant l'église, un pinacle porte, sur ses quatre faces, des saints dans des niches, dû au sculpteur Ignazio Jacometti, et érigé en 1869. La tour-clocher du XIIe siècle, près de l'église, la Tour des Caetani, est tout ce qui reste du château médiéval construit sur l'île par les Pierleoni.

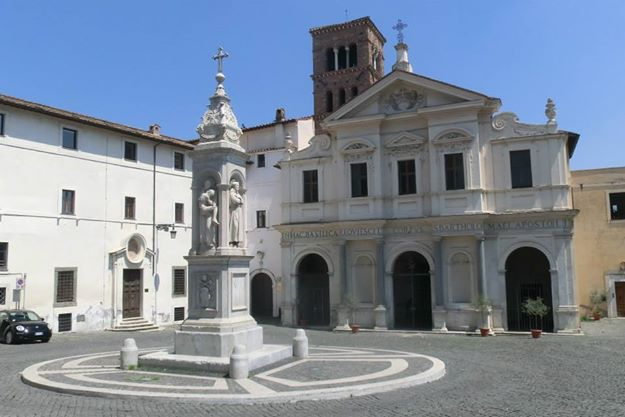
Façade
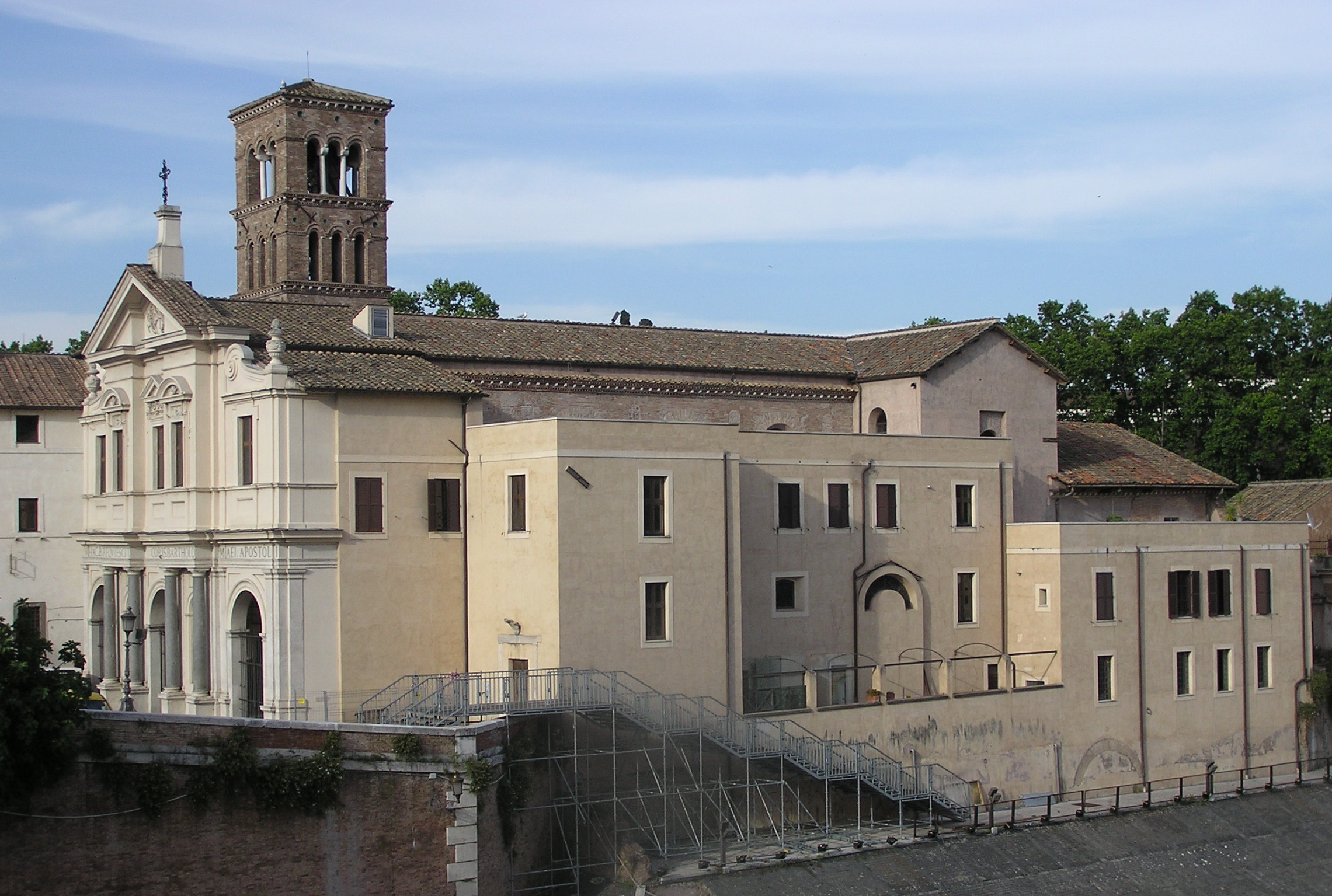
Le complexe
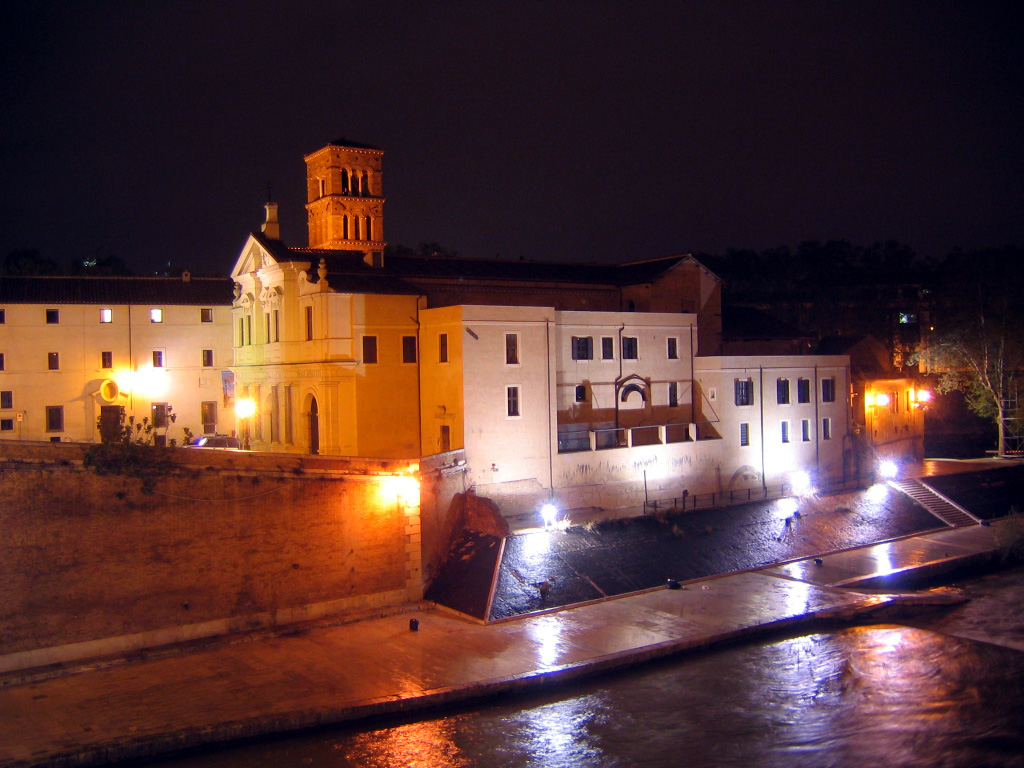
Vue de nuit
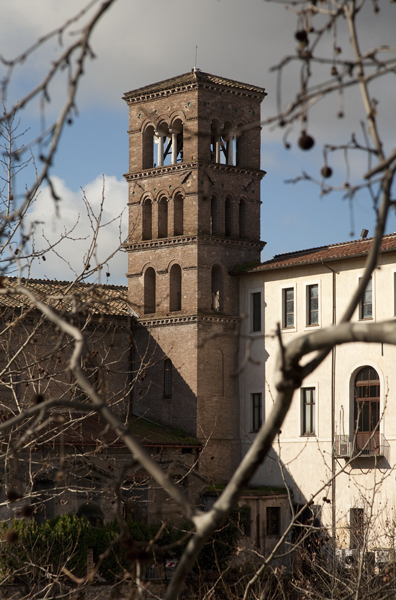
Clocher
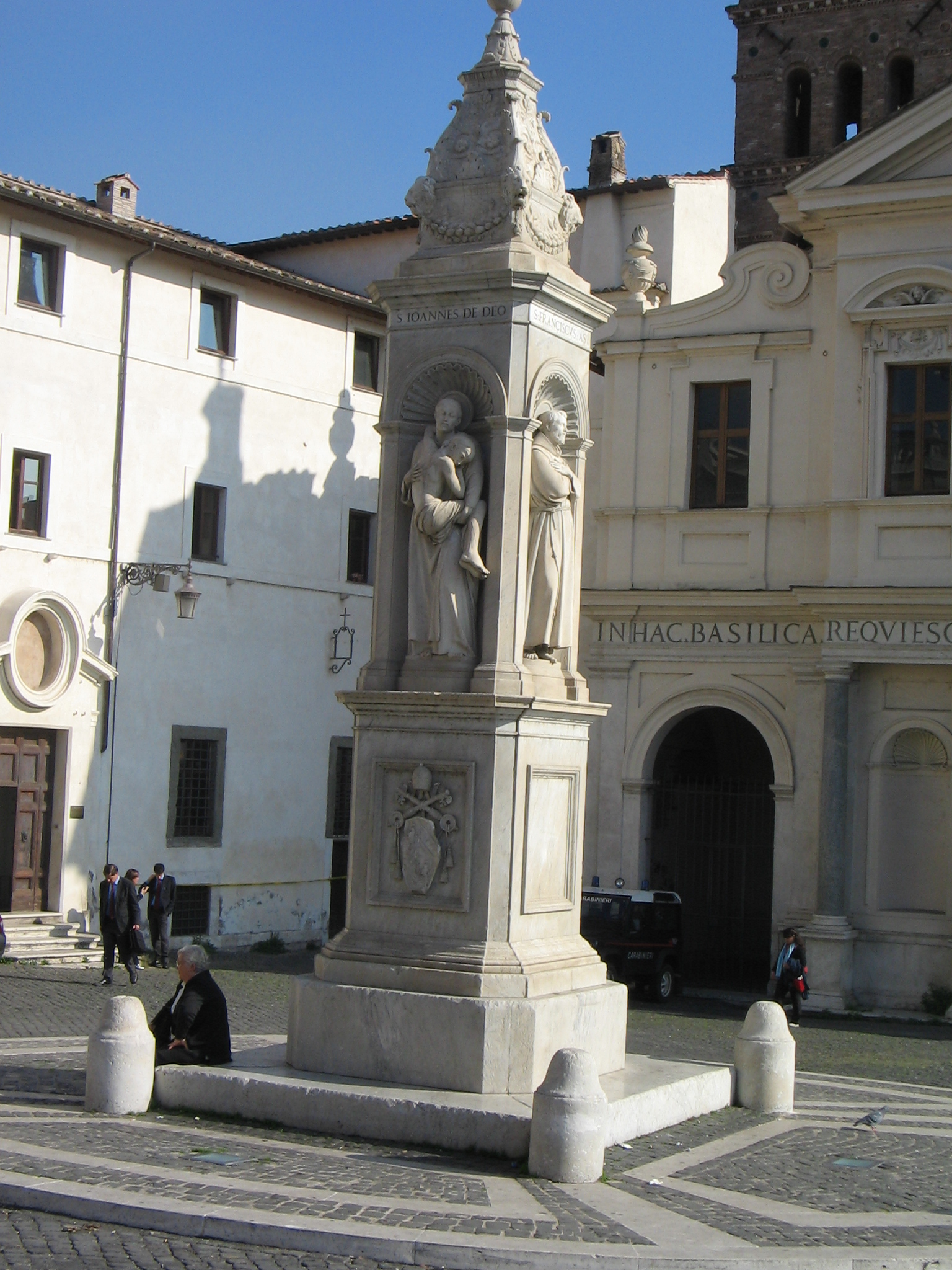
Pinacle